# Cuando dejes de quererme
Cuando dejes de quererme es una película coproducción de España y Argentina filmada en colores dirigida por Igor Legarreta sobre el guion de Javier Echániz, Asier Guerricaechebarría y Jon Iriarte. Se estrenó el 15 de febrero de 2018 en España y el 6 de junio de 2019 en Argentina y tuvo como actores principales a Florencia Torrente, Eduardo Blanco y Miki Esparbé.

## Sinopsis
Una mujer que había vivido creyendo que su padre había huido con otra mujer dejándola abandonada junto a su madre, se entera al encontrarse su restos en el País Vasco que en realidad había sido asesinado de un tiro en la cabeza, por lo que comienza a investigar al respecto volviendo de Buenos Aires a España, la tierra de sus padres.

## Reparto
Intervinieron en el filme los siguientes intérpretes:
- Florencia Torrente ... Laura
- Eduardo Blanco ... Fredo
- Miki Esparbé ... Egoskue
- Joaquín Climent	...	Antonio
- Antonio Dechent	...	Camacho
- Eneko Sagardoy	...	Felix
- Kandido Uranga	...	Martín
- Josean Bengoetxea	...	Zorita
- Miguel Oyarzun	...	Antonio joven
- Itziar Aizpuru	...	Encarna
- Mario Pardo	...	Esteban
- Susana Manchini	...	Religiosa
- Diego Benedetto	...	Fede
- Maximiliano Márquez	...	Aranda viejo
- Enrique Berrendero	...	Aranda joven
- Juan Viadas	...	Santi
- Koldo Olabarri	...	Santi Joven
- Antonio Sánchez	...	Germán Francisco viejo
- Asier Zabaleta	...	Germán Francisco joven
- Jon Zubiaga	...	Martín joven
- Gotzon Sánchez	...	Larrea
- Nuria Herrero	...	Vecina
- Alicia Aldanaz	...	Vecina
- Jesus Peñas	...	Revilla
- Quique Gago	...	Guardia civil 1
- Pablo Ruiz	...	Guardia Civil 2
- Aitor Fernandino	...	Koldo
- Iñigo Azpitarte	...	José María
- Amaia Ruiz de Galarreta	...	Miren
- Peio Arnaiz	...	Empleado Banca
- Eguzki Zubia	...	Pilar
- Mikel Martín	...	Abogado Antonio
- Javier Chocarro	...	Agente Juzgado
- Sardo Irisardi	...	Camarero
- Patirke Mendiguren	...	Ciudadora Asilo
- Fermín Sanlés...	Funcionario Cárcel
- Aitor Gabiola	...	Hombre calvo
- Nanna Sánchez	...	Mujer Pub
- Iñaki Maruri		...	Pianista
- Irene Hernando	...	Azafata
- Santi Calzada	...	Sacerdote

## Críticas
Gaspar Zimerman en Clarín opinó:

”No se puede decir que la opera prima del vasco Igor Legarreta tenga entre sus virtudes el riesgo o la innovación. Al contrario, el director eligió caminar sobre el transitado sendero del whodunit, donde la intriga es quién fue el asesino. La diferencia con la aventura detectivesca tradicional es que aquí el crimen sucedió 35 años antes del 2002, año en que sucede la acción….La dupla que forman Torrente y Blanco son el hallazgo de la película. La hija de Araceli González sorprende con su naturalidad; él, rara mezcla de Darín y Capusotto, es el encargado de dar el alivio cómico a lo que de otro modo se habría convertido en un canto a la solemnidad (porque también entra en juego, de refilón, la ETA y la dictadura de Franco). Hay química entre los dos, y sobre esa columna vertebral se sostiene Cuando dejes de quererme.”

La crítica de El Mundo expresó:

"La novedad está en la situación política, con una ETA en auge y una Guardia Civil dando palos de ciego, torturas incluidas. Con todo, lo determinante son unas relaciones familiares que van revelándose a lo largo de una proyección en la que los personajes secundarios cuentan con una gran importancia en la trama, siendo el caso más obvio el del argentino Eduardo Blanco.